# Via ferrata del Cabirol
La ferrata del Cabirol è una via ferrata costiera che si sviluppa per circa 1000 metri lungo le falesie calcaree del promontorio di Capo Caccia, in Sardegna, a 22 km da Alghero.
L'itinerario, mai estremo, si snoda in un ambiente naturale stupefacente, lungo pareti a picco sul mare di altezze variabili tra i 150 ed i 208 metri.

## Descrizione
Dal piazzale-belvedere di fronte all'Isola di Foradada ci si dirige verso sud seguendo il bordo delle alte falesie costiere.
Si supera l'imbocco di una piccola grotta e dopo appena una cinquantina di metri si individua sulla destra un varco, omino di pietre, dove si trova una bacheca in legno (non visibile dal sentiero) e dove ha inizio il cavo d'acciaio di protezione. Waypoint UTM 04.28.805 44.91.520, tempo di avvicinamento circa 20 minuti.
Il percorso è caratterizzato da due cenge: quella bassa che si percorre durante l'andata è più facile e priva di difficoltà tecniche; quella alta invece, più esile ed impegnativa è caratterizzata da diversi traversi esposti e piccole verticali.
Il tempo di percorrenza totale è di circa 3 ore.

### Caratteristiche
- Difficoltà: via ferrata di media difficoltà
- Dislivello: circa 150 m
- Tempo di percorrenza: circa 3 ore
- Periodo consigliato: primavera e autunno (in estate è in ombra fino alle 14:00)
- Materiale necessario: normale attrezzatura per via ferrata (casco, imbrago, doppia longe con dissipatore da ferrata).